# Eleonora Gaggero
Eleonora Gaggero (Génova, 20 de noviembre de 2001) es una actriz italiana, conocida por interpretar el papel de Nicole De Ponte en la serie de televisión de 2015 Alex & Co..

## Biografía
Eleonora Gaggero empezó a bailar a los tres años y empezó a hacer anuncios en 2011. En 2015 interpretó el papel de Nicole De Ponte en Alex & Co., ganadora del premio Revelación del año en el Capri Hollywood Festival 2016. 
Apareció también en la película de Netflix, En el mejor momento de 2020 como Beatrice. En 2023 se unió al elenco de la serie de Peacock, Those About to Die de 2024, dirigida por Roland Emmerich.